# Pikov
Pikov (německy Pikow) je malá vesnice, část městyse Borotín v okrese Tábor v Jihočeském kraji. Nachází se asi dva kilometry jihozápadně od Borotína. Je zde evidováno 13 adres. V roce 2011 zde trvale žilo 28 obyvatel.
Pikov je také název katastrálního území o rozloze 8,35 km². V katastrálním území Pikov leží i Chomoutova Lhota, Nový Kostelec a Pejšova Lhota.
Hospodářský dvůr Vesec ležící necelý kilometr jihojihozápadně od vesnice má číslo popisné 10, přes kilometr jihovýchodně ležící hospodářský dvůr Kostelec s kostelem Narození Panny Marie má čísla popisná 11 a 12 patřící k Pikovu.

## Historie
První písemná zmínka o vesnici pochází z roku 1291.

## Obyvatelstvo
| Rok            | 1869 | 1880 | 1890 | 1900 | 1910 | 1921 | 1930 | 1950 | 1961 | 1970 | 1980 | 1991 | 2001 | 2011 | 2021 |
| -------------- | ---- | ---- | ---- | ---- | ---- | ---- | ---- | ---- | ---- | ---- | ---- | ---- | ---- | ---- | ---- |
| Počet obyvatel | 165  | 173  | 170  | 146  | 160  | 152  | 122  | 80   | 97   | 72   | 46   | 41   | 27   | 28   | 23   |
| Počet domů     | 17   | 15   | 17   | 17   | 15   | 15   | 16   | 15   | 15   | 11   | 11   | 14   | 14   | 15   | 12   |

## Obecní správa
Při sčítání lidu v letech 1850–1920 Pikov byl osadou obce Řevnov, se kterým patřila nejprve do okresu Sedlčany, ale od roku 1880 v okrese Tábor. V letech 1921–1959 byl samostatnou obcí v okrese Tábor. Od roku 1960 je částí městyse Borotín v okrese Tábor. V letech 1921–1959 k obci patřily Chomoutova Lhota a Pejšova Lhota.

## Galerie

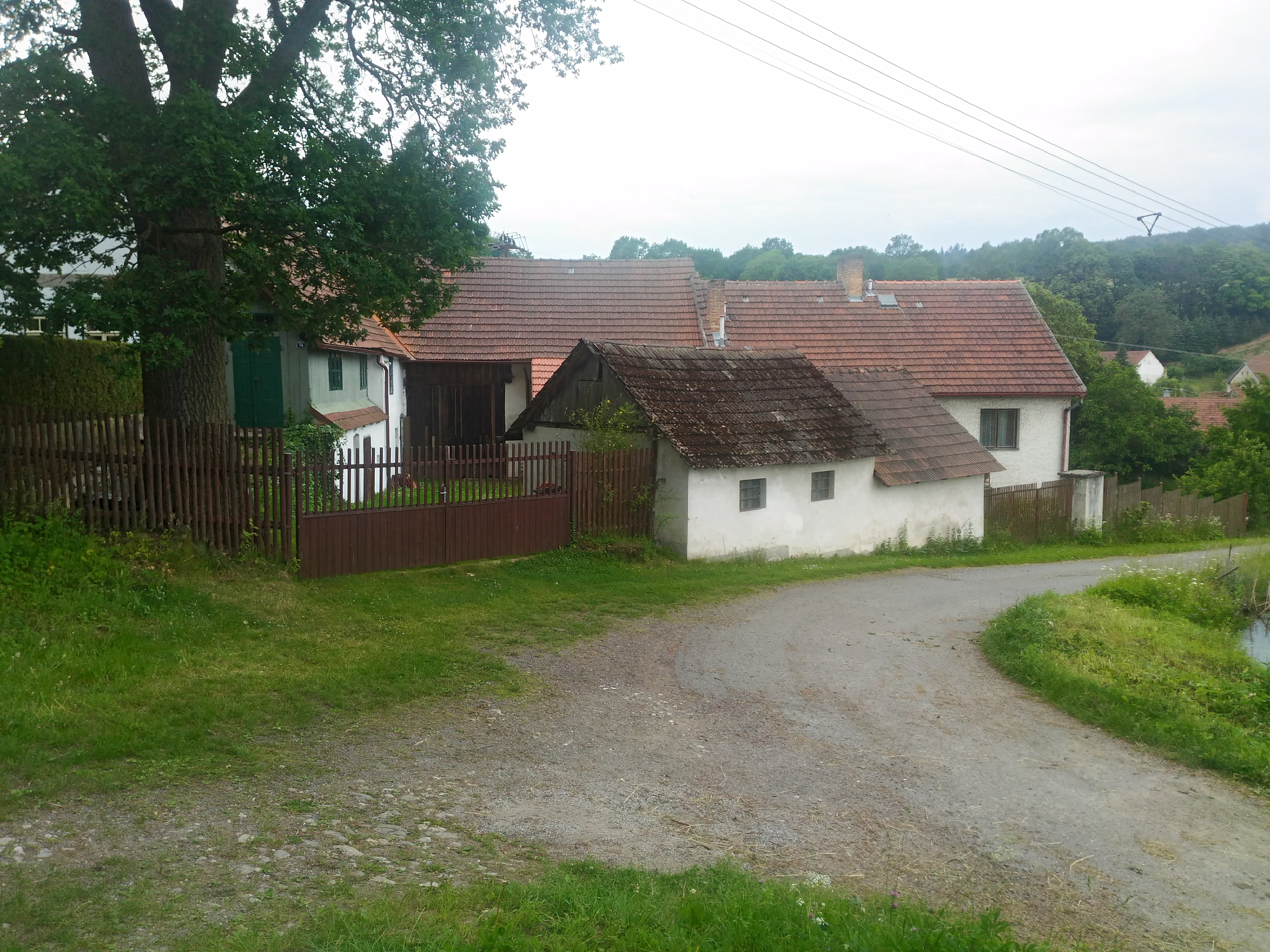
Chalupa
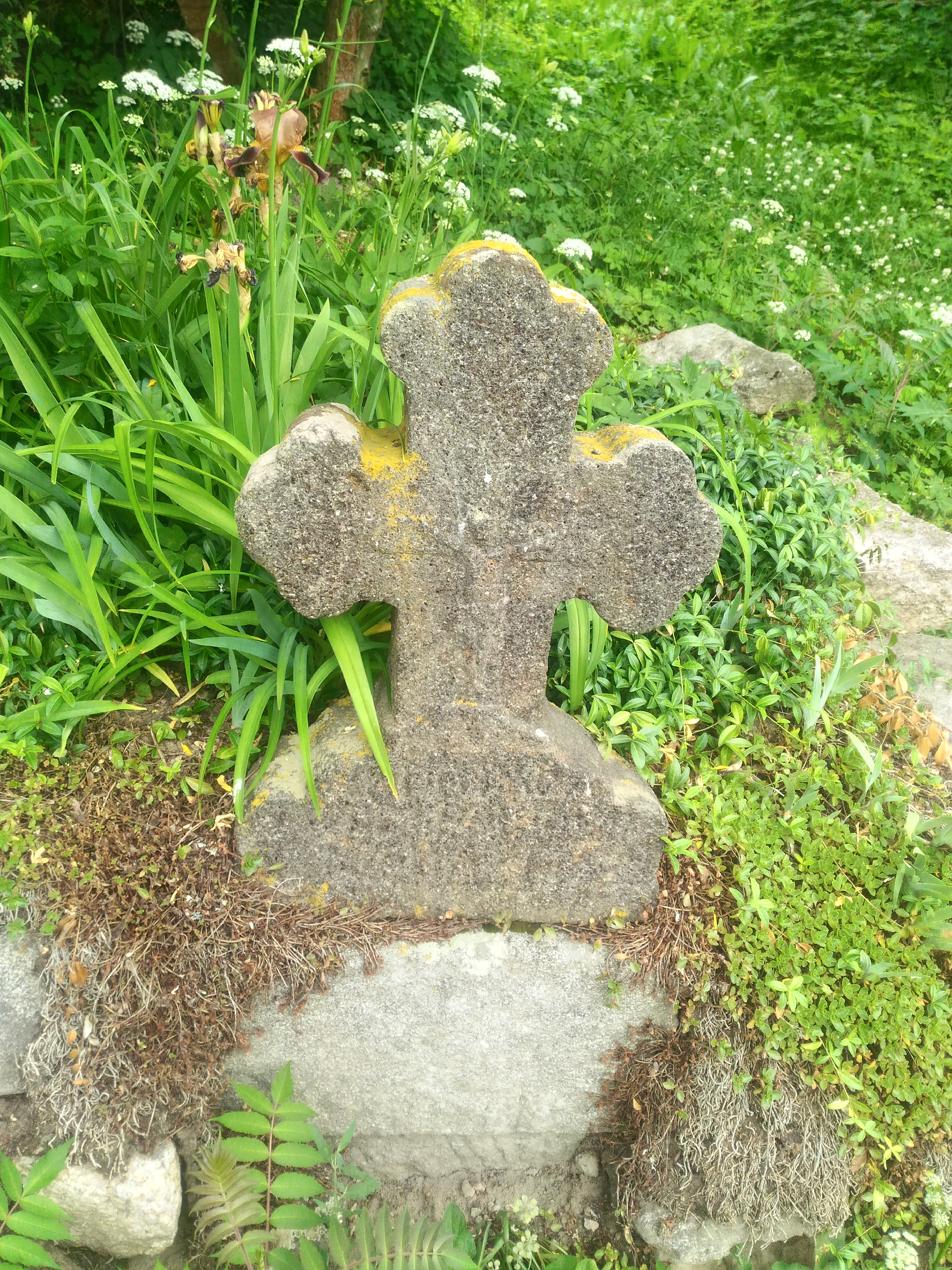
Kříž
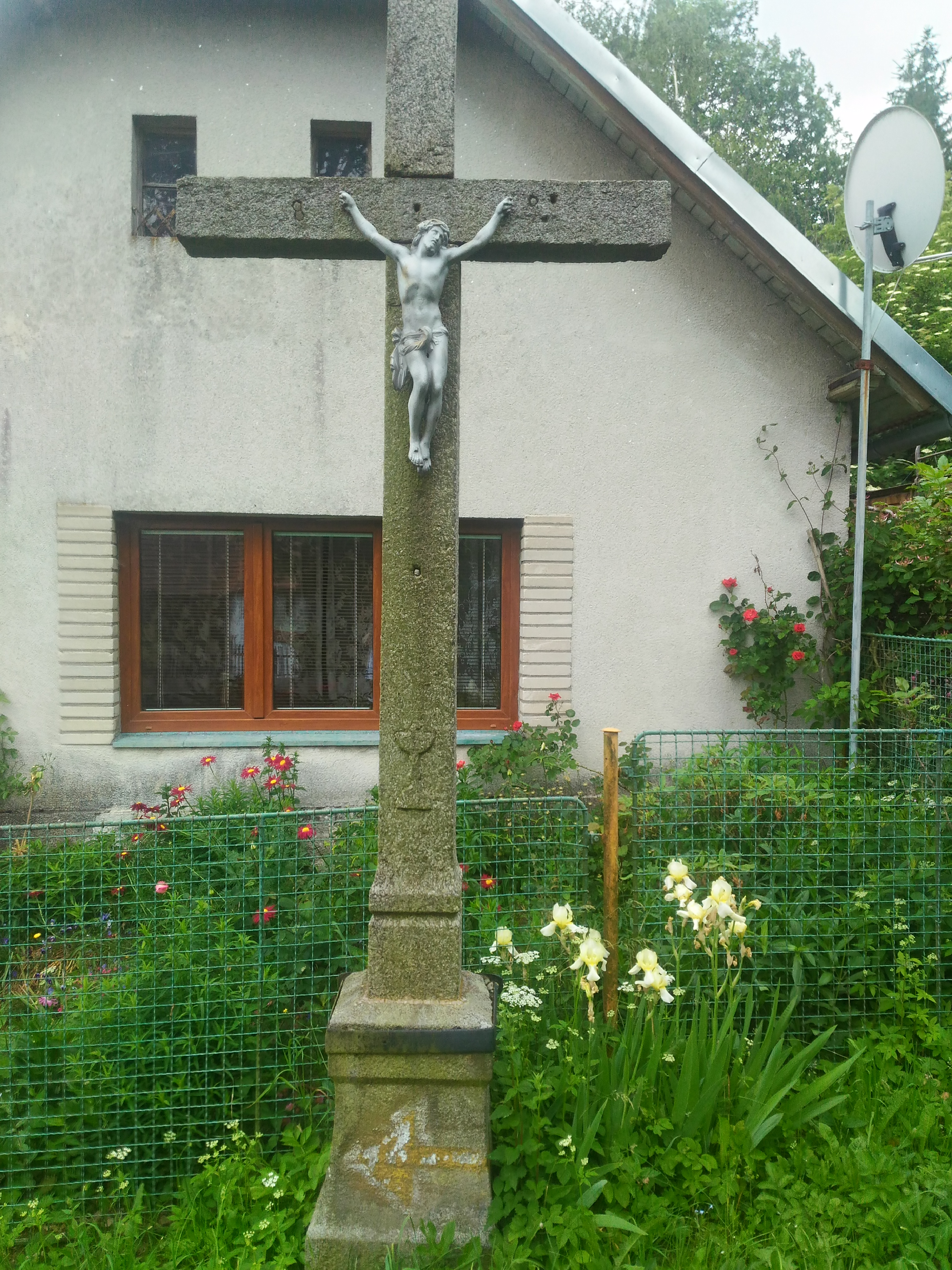
Kříž